# Cineserra – Festival do Audiovisual da Serra Gaúcha 2021
A oitava edição do Cineserra foi realizada entre os dias 21 de junho e 3 de julho de 2021. Neste ano, devido à pandemia do COVID-19, a tradicional mostra itinerante do festival foi suspensa, e todas as produções selecionadas foram exibidas via streaming, pelo site oficial do Cineserra.
Esta edição recebeu 131 títulos inscritos, dos quais foram selecionados 20 trabalhos para participar das categorias regionais, 32 para as categorias estaduais, além de 6 webséries.
Mesmo com a mostra itinerante suspensa, a programação do festival contou com a realização do workshop "Estudos de Direção”, presencial em Caxias do Sul, ministrado pelo professor, escritor, jornalista e diretor Franthiesco Ballerini.
A cerimônia de premiação ocorreu em 3 de julho no Teatro Pedro Parenti, em Caxias do Sul. Ao todo, foram entregues 37 troféus, sendo 16 para o certame regional, 16 para o estadual, 2 para o certame de websérie e 3 para os escolhidos através do voto popular.
Os destaques da edição foram Bochincho: O Filme, de Guilherme Suman, e Demba África, de Marcelo da Rosa Costa. Ambas as produções receberam 3 troféus no festival.
Após a conclusão do festival, houve uma mostra online especial, na qual foram exibidas as produções vencedoras do 8º Cineserra, entre os dias 7 e 11 de julho.
Esta edição do festival foi realizada com financiamento da Lei de Incentivo à Cultura da Prefeitura de Caxias do Sul e apoio cultural de Bitcom, Empresas Randon e Instituto Elisabetha Randon.

## Vencedores no Certame Regional

### Ficção e Documentário
- Melhor Filme de Ficção: Eutanásia, de Luís Rech
- Melhor Filme Documentário: Demba África, de Marcelo da Rosa Costa
- Melhor Direção: Renato Winckiewicz, por Esta Não é Uma Comédia de Natal
- Melhor Roteiro: Luís Rech e Maicon Firmiano, por Eutanásia
- Melhor Fotografia: Johnny Brando, por O Imenso e Invisível
- Melhor Direção de Arte: Daniela Nespolo, por Quando Só Há Palavras
- Melhor Edição: Daniel Vargas, Rafael Vebber e Marcelo da Rosa Costa, por Demba África
- Melhor Desenho de Som: Pavão Negro, por Jogo do Sério
- Melhor Trilha Sonora: Carlos Balbinot e Rafael De Boni, por Tonto
- Melhor Ator: Fábio Vergani, por Jogo do Sério
- Melhor Atriz: Suzy Menegat, por O Imenso e Invisível
- Menção Honrosa: Snore, de Rafael Cipriani

### Videoclipe
- 1° lugar: Fácil (Banda TeTo), de Guillermo Mathias
- 2° lugar: Menos Ódio e Mais Amor (Robson Gomes com Lismaicon, TSA e DJ Cezar), de Makaveli Filmes
- 3° lugar: Cartas na Mesa (Rafael Willms), de Rafael Willms
- Menção Honrosa: Blackbird (Coro Juvenil do Moinho/UCS), de João Paulo Vargas e Cristiane Ferronato

## Vencedores no Certame Estadual

### Ficção e Documentário
- Melhor Filme de Ficção: Dois Homens ao Mar, de Gabriel Motta
- Melhor Filme Documentário: O Que Pode um Corpo?, de Victor Di Marco e Márcio Picoli
- Melhor Direção: Kiwi Bertola , por O Carnaval de Gregor
- Melhor Roteiro: Diego Tafarel, Rudinei Kopp e Zé Corrêa, por Nilson, Filho do Campeão
- Melhor Fotografia: Juliano Dutra, por Bochincho: O Filme
- Melhor Direção de Arte: Pauliana Becker, por Bochincho: O Filme
- Melhor Edição: Guilherme Carravetta de Carli, por Reunião
- Melhor Desenho de Som: Maicon Herdina, por Enquanto Eu Respirar
- Melhor Trilha Sonora: Edu K, por Amor Sangue Dor
- Melhor Ator: Clemente Viscaíno, por Enquanto Está Quente
- Melhor Atriz: Paula Souza, por Fragmentos ao Vento: 1945
- Menção Honrosa: Quando te Avisto, de Denise Copetti e Neli Mombelli

### Videoclipe
- 1° lugar: Dinheiro (50 Tons de Pretas), de Matheus Heinz
- 2° lugar: Voltando do Trabalho (Projeto Shaun), de Bruno dos Anjos
- 3° lugar: Tatu (Tagore), de Fabrício Koltermann
- Menção Honrosa: Todo o Silêncio do Mundo (Jortacio), de Guilherme Becker

## Certame Websérie
- Melhor Websérie Ficção: Vim Buscá-lo, de Cristian Beltrán
- Melhor Websérie Não Ficção: Entardecemos, de Sara Fontana

## Vencedores pelo Voto Popular
- Melhor Filme de Ficção: Bochincho: O Filme, de Guilherme Suman
- Melhor Filme Documentário: Demba África, de Marcelo da Rosa Costa
- Melhor Videoclipe Musical: Se Você Ligar (Charles Frutas) de Ketlin de Lima, Lucas Freitas e Vinicius Angeli

## Outras edições do Cineserra
- Cineserra 2013
- Cineserra 2014
- Cineserra 2015
- Cineserra 2016
- Cineserra 2017
- Cineserra 2019
- Cineserra 2020